# Craibiodendron
Craibiodendron är ett släkte av ljungväxter. Craibiodendron ingår i familjen ljungväxter.
Kladogram enligt Catalogue of Life:
| Craibiodendron | \| \| Craibiodendron henryi \| \| \| \| \| \| Craibiodendron scleranthum \| \| \| \| \| \| Craibiodendron stellatum \| \| \| \| \| \| Craibiodendron vietnamense \| \| \| \| \| \| Craibiodendron yunnanense \| \| \| \| |
|                | \| \| Craibiodendron henryi \| \| \| \| \| \| Craibiodendron scleranthum \| \| \| \| \| \| Craibiodendron stellatum \| \| \| \| \| \| Craibiodendron vietnamense \| \| \| \| \| \| Craibiodendron yunnanense \| \| \| \| |
|                | Craibiodendron henryi |
|                | |
|                | Craibiodendron scleranthum |
|                | |
|                | Craibiodendron stellatum |
|                | |
|                | Craibiodendron vietnamense |
|                | |
|                | Craibiodendron yunnanense |
|                | |

## Bildgalleri

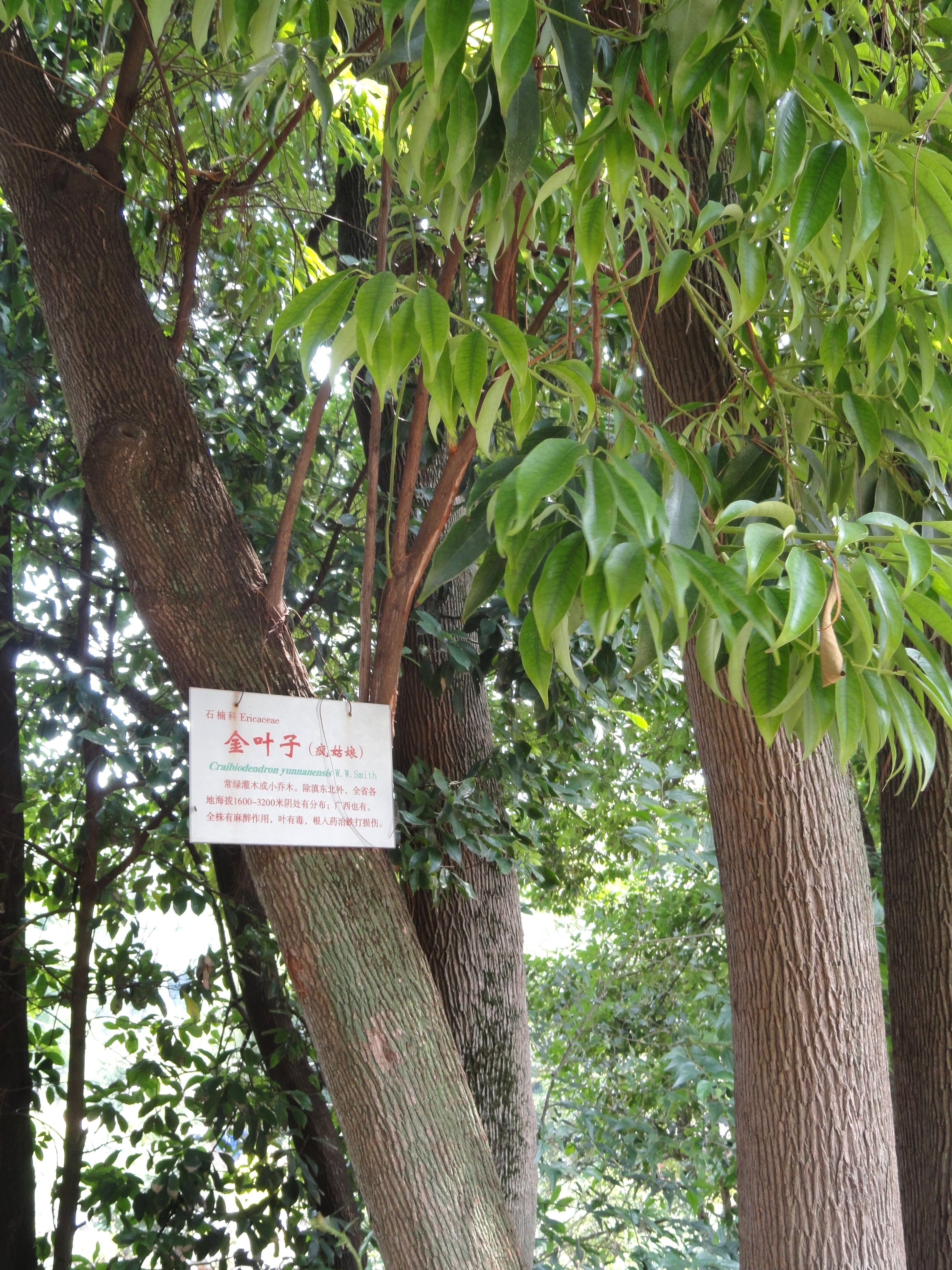
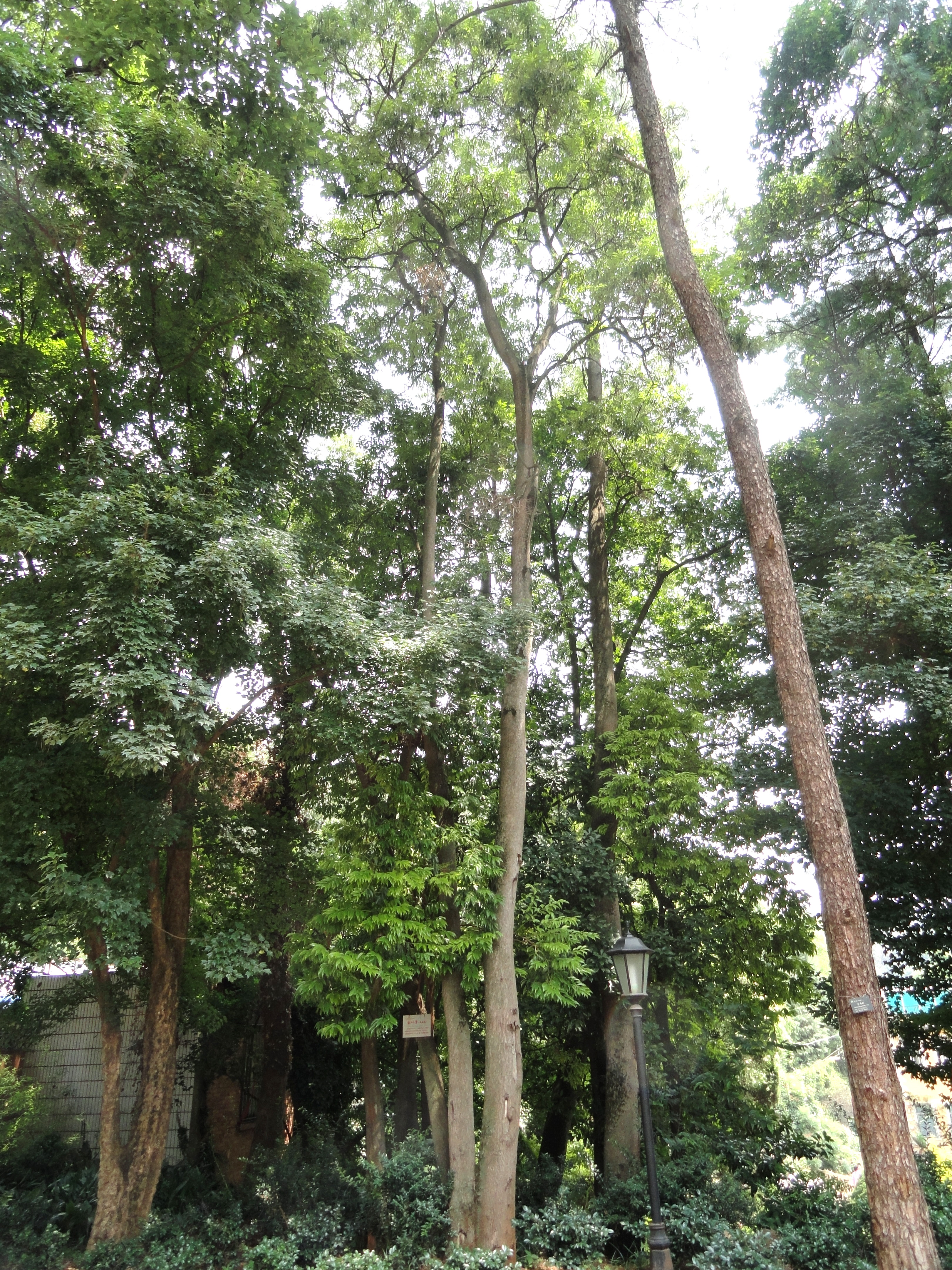
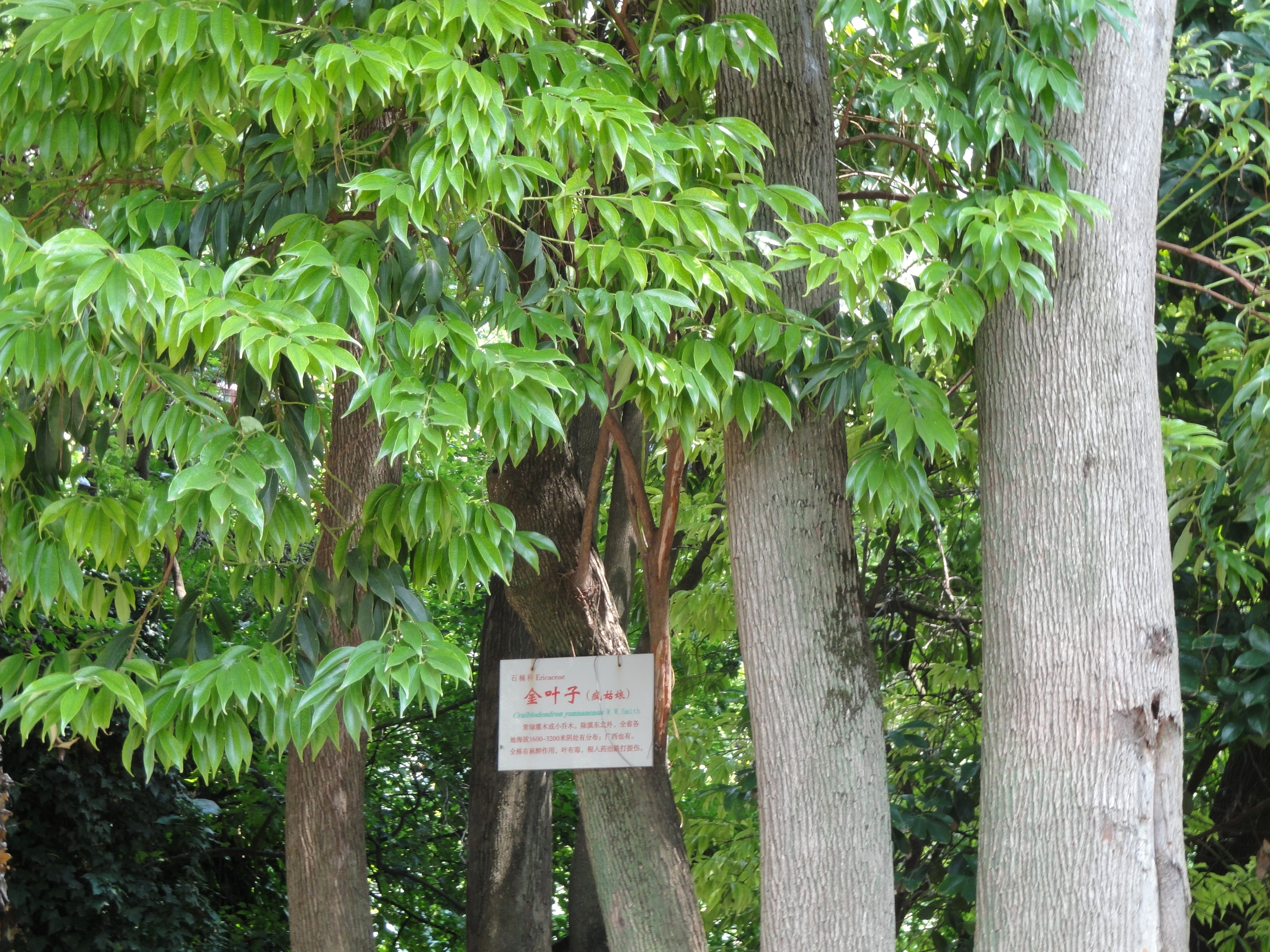